# Klasztor Simonopetra

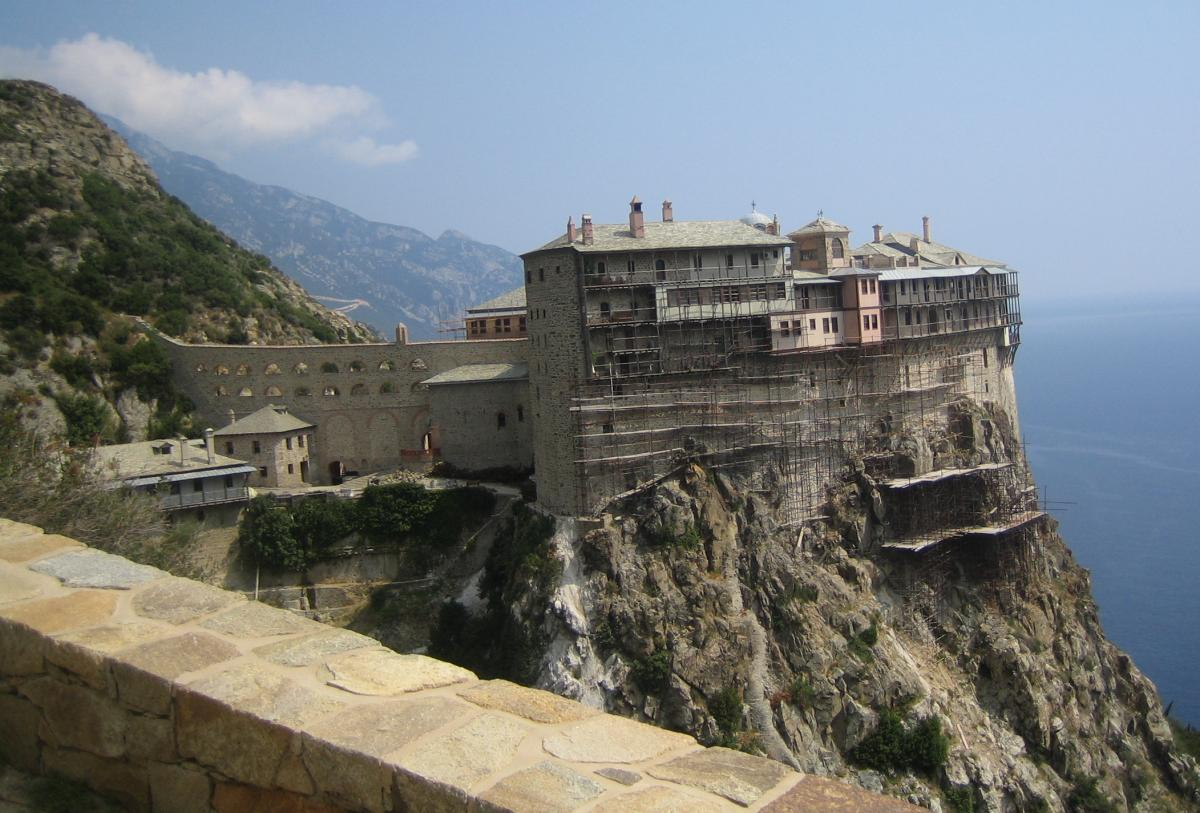
Klasztor Simonopetra (2005)

Klasztor Simonopetra, Simonos Petras (grec. Σιμωνόπετρα, co znaczy Skała Szymona), nazywany też klasztorem Szymona Piotra (grec. Μονή Σίμωνος Πέτρας) – jeden z klasztorów na górze Athos.
Monaster położony jest w południowo-zachodniej części półwyspu. Zajmuje trzynaste miejsce w atoskiej hierarchii. Klasztor zbudowany został w XIII wieku na skale wznoszącej się 330 m n.p.m., przez Szymona Atoskiego jako rezultat jego wizji.
W klasztorze mieszka dziś około 50 mnichów.